# Milan Martinović
Milan Martinović (Belgrado, Serbia, 6 de agosto de 1979), futbolista serbio. Juega de defensa y su actual equipo es el Diyarbakirspor de la Superliga de Turquía.

## Clubes
| Club                      | País    | Año       |
| ------------------------- | ------- | --------- |
| FK Rad Belgrado           | Serbia  | 1999-2000 |
| Real Oviedo               | España  | 2000-2001 |
| Estrella Roja de Belgrado | Serbia  | 2001-2002 |
| FK Rad Belgrado           | Serbia  | 2002-2003 |
| AC Ajaccio                | Francia | 2003-2005 |
| FK Rad Belgrado           | Serbia  | 2005-2006 |
| Maccabi Tel Aviv FC       | Israel  | 2006-2008 |
| Bnei Yehuda Tel Aviv      | Israel  | 2008-2009 |
| Diyarbakirspor            | Turquía | 2010-     |